# Jean Justin Girbeau
Jean Justin Girbeau (Baixàs, 15 de febrer del 1870 - Nimes, 20 de juny del 1963) va ser un religiós nord-català, bisbe de Nimes.

## Biografia
Nasqué en el si d'una modesta família originària de Manresa. Estudià al Seminari de Perpinyà i va ser ordenat sacerdot el 12 de juny del 1894. Exercí el ministeri a Parada i a Perpinyà, i hi destacà per les seves caritat i humanitat. Acompanyà el bisbe Izart (Estagell, 1854 - Bourges, 1934) com a secretari quan aquest accedí a la seu episcopal de Pàmies, al Llenguadoc, el 1907. Durant un període va ser vicari general a Bourges. El 16 de desembre del 1924 va ser fet bisbe de Nimes, Alès i Uzès, i restà en el càrrec fins a la mort, en un mandat extraordinàriament llarg, que fins i tot retingué durant l'Ocupació alemanya de França.